# Yasukuni Ōshima
Yasukuni Ōshima (大島康邦?, Ōshima Yasukuni; Tokyo, 8 giugno 1938) è un ex cestista giapponese.

## Carriera
Con il Giappone ha partecipato alle Olimpiadi del 1960 e ai Campionati del mondo del 1963.